# Giuseppe Vaccari
Giuseppe Vaccari (Montebello Vicentino, 2 febbraio 1866 – Milano, 6 settembre 1937) è stato un militare e politico italiano decorato con la Medaglia d'Oro al Valor Militare.

## Biografia

### Gli esordi e la guerra di Libia
Giuseppe Vaccari nasce ad Montebello Vicentino nel 1866. Iscrittosi nel 1883 alla Scuola militare di Modena, ne uscì nel 1885 col grado di sottotenente venendo assegnato al 1º Reggimento bersaglieri. Promosso tenente nel 1888 venne trasferito alla Scuola di applicazione della fanteria, a Parma, dove fu membro della commissione incaricata di scegliere le nuove dotazioni di armi portatili per la fanteria, commissione che avrebbe poi individuato il fucile Mannlicher-Carcano modello 1891.
Fino al 1892, nonostante la giovane età, tenne l'insegnamento del tiro scientifico nella suddetta accademia per poi trasferirsi l'anno scuccessivo alla Scuola di guerra dell'esercito a Torino. Nel 1898 venne promosso capitano e nel 1901 venne trasferito all'Accademia navale di Livorno dove insegnò arte e storia militare. Nel 1909 venne trasferito al comando del presidio militare di Venezia e nel 1910 fu promosso maggiore del 10º Reggimento bersaglieri.
Ormai quarantaseienne, privo di una concreta esperienza sul campo, volle fermmente prendere parte alla guerra italo-turca. Partì in qualità di addetto al comando del corpo di stato maggiore del distaccamento di truppe agli ordini del generale Vittorio Camerana, che si apprestava a conquistare Misurata. Per aver partecipato alla conquista della città libica venne decorato con medaglia d’argento al valor militare.
Rientrato in Italia nel 1913, fu promosso tenente colonnello e il 10 luglio dello stesso anno tornò al fronte, come capo dell’Ufficio politico-militare presso il comando del corpo di spedizione di Bengasi. Volendo però partecipare attivamente alle operazioni, seguì sempre da vicino le truppe al fronte, aggregandosi alle colonne operanti nell’interno della Cirenaica. A Tecnis si guadagnò un encomio solenne (4 giugno 1914). Fu inoltre decorato con la croce di cavaliere nell’Ordine militare di Savoia per aver preso parte come comandante di reparti a numerose azioni, tra cui i combattimenti di Beda-Fomm, Langal e Gheifat.

Nel 1915, con l’Italia già impegnata nel primo conflitto mondiale, su ordine del ministro delle Colonie Gaspare Colosimo, Vaccari fu trasferito dalla Cirenaica in Tripolitania. Lo stesso anno venne promosso colonnello.
Il 2 luglio 1916 rientrò in Italia.

### La prima guerra mondiale
Durante la prima guerra mondiale Vaccari comandò la brigata "Parma", dislocata nei pressi di Cortina d'Ampezzo, dal 7 al 9 luglio 1916, per poi passare al comando della brigata "Barletta", schierata in quel momento presso l’altopiano dei Sette Comuni e decimata da gravissime perdite. Il motivo di questo rapido cambiamento nei comandi sta nelle richieste dello stesso Vaccari che chiese ed ottenne dal generale Guglielmo Pecori Giraldi, comandante della 1ª Armata, di avere il comando di una brigata più vicina al fronte.
Nonostante lo stato di disorganizzazione e demoralizzazione in cui versavano le sue truppe, con grande disciplina e in poco tempo riuscì a riorganizzare i reparti e ridare piena efficienza bellica ai reggimenti, dimostrando notevoli capacità. In autunno la brigata fu trasferita nel Carso dove Vaccari partecipò alla nona battaglia dell'Isonzo con brillanti risultati, che gli valsero una medaglia d’argento al valor militare sul campo e la promozione per meriti di guerra a maggiore generale.
La successiva primavera partecipò alla decima battaglia dell'Isonzo, in seguito alla quale la brigata "Barletta", duramente provata dagli scontri, venne trasferita per essere riorganizzata. Vaccari, promosso maggiore generale per merito di guerra, divenne sottocapo di stato maggiore presso la 3ª Armata. Qui, tra ottobre e novembre del 1917, collaborò col suo comandante Emanuele Filiberto di Savoia-Aosta nella gestione della ritirata dal Carso al Piave in seguito alla rotta di Caporetto, assumendo dal 30 novembre la carica di Capo di stato maggiore.
Il 1º aprile 1918 assunse il comando del XXII corpo d’armata con sede a Vicenza, con cui prese parte alla battaglia di Vittorio Veneto, con l’obiettivo di attraversare il Piave attestandosi sulla piana di Sernaglia. Riuscito nell'intento, rimase isolato sulla sponda opposta del Piave, ma fu capace di sostenere la controffensiva nemica. Per la condotta tenuta sul Carso fu decorato con la medaglia d’oro al valor militare. Il 20 giugno venne nominato tenente generale e dopo pochi mesi, il 1º agosto, comandante di corpo d'armata.

### Gli ultimi anni
Nel febbraio del 1919 Vaccari lasciò il comando del XXII corpo d’armata e l’anno seguente venne nominato dal generale Pietro Badoglio sottocapo di stato maggiore dell’esercito e, il 3 febbraio 1921, divenne capo di stato maggiore del Regio Esercito. Rimase in carica fino al 1º maggio 1923, quando venne succeduto da Giuseppe Francesco Ferrari. Dal 26 ottobre 1921 al 9 gennaio 1922 fu inoltre capo della missione militare italiana alla conferenza navale di Washington per il disarmo.
Il 1º maggio 1923 fu promosso generale di corpo d'armata e venne destinato al comando del V Corpo d’armata di Trieste e, dal 1925, del VII Corpo d'armata di Roma. Il 21 gennaio 1932 dovette ritirarsi dall'attività militare, venendo collocato in posizione ausiliaria per raggiunti limiti di età.
Il 18 marzo 1926 si iscrisse al Partito Nazionale Fascista. Nominato Senatore del regno nel 1928, gli venne conferito dal re il titolo di conte nel 1936.
Fu rettore dell'Accademia Olimpica dal 1933 al 1937, presidente della casa automobilistica Isotta Fraschini e presidente della commissione per il costituendo Museo del Risorgimento e della Resistenza di Vicenza.
Il 31 agosto 1937 gli fu diagnosticata una stenosi duodenale, per la quale venne operato in una clinica milanese, dove morì in seguito a complicazioni il 6 settembre 1937.